# 部分 (化学)

酢酸ベンジルはエステル官能基（赤）とアセチル部分（深緑色で囲まれている）、ベンジロキシ部分（明橙色で囲まれている）を持つ。その他の分割も可能である。

有機化学において、部分（ぶぶん、英: moiety）とは、文字通り分子の一部分を指すために用いられる用語である。より大きな「部分」はしばしば官能基である 。
官能基は似た化学反応に関与する部分であり、ほとんどの分子が含んでいる。次に、官能基の一部分は「部分」と呼ばれる。例えば、パラヒドロキシ安息香酸メチルはアシル部分内にフェノール官能基を含み、次にアシル部分はパラベン部分の一部である。
炭化水素分子の主鎖から伸びた枝「部分」は置換基あるいは側鎖と呼ばれる。

## 活性部分
薬理学では、活性部分（英: active moiety）とは、分子またはイオンの（不活性部分を除いた）部分であり、原薬の生理活性または薬理活性に関与するものである。原薬の不活性部分には、エステルのアルコール部分や酸部分、塩（水素結合や配位結合を有する塩を含む）、または他の非共有結合誘導体（錯体、キレート、クラスレートなど）が含まれることがある。親薬物はそれ自体が不活性なプロドラッグの場合もあり、活性部分は親薬物から遊離型で放出されると活性化する。